# Hoofdwacht (Haarlem)
Hoofdwacht és un monument històric (Monument Nacional) i antiga presó de la plaça del mercat central (Grote Markt) de Haarlem (Països Baixos).

## Història

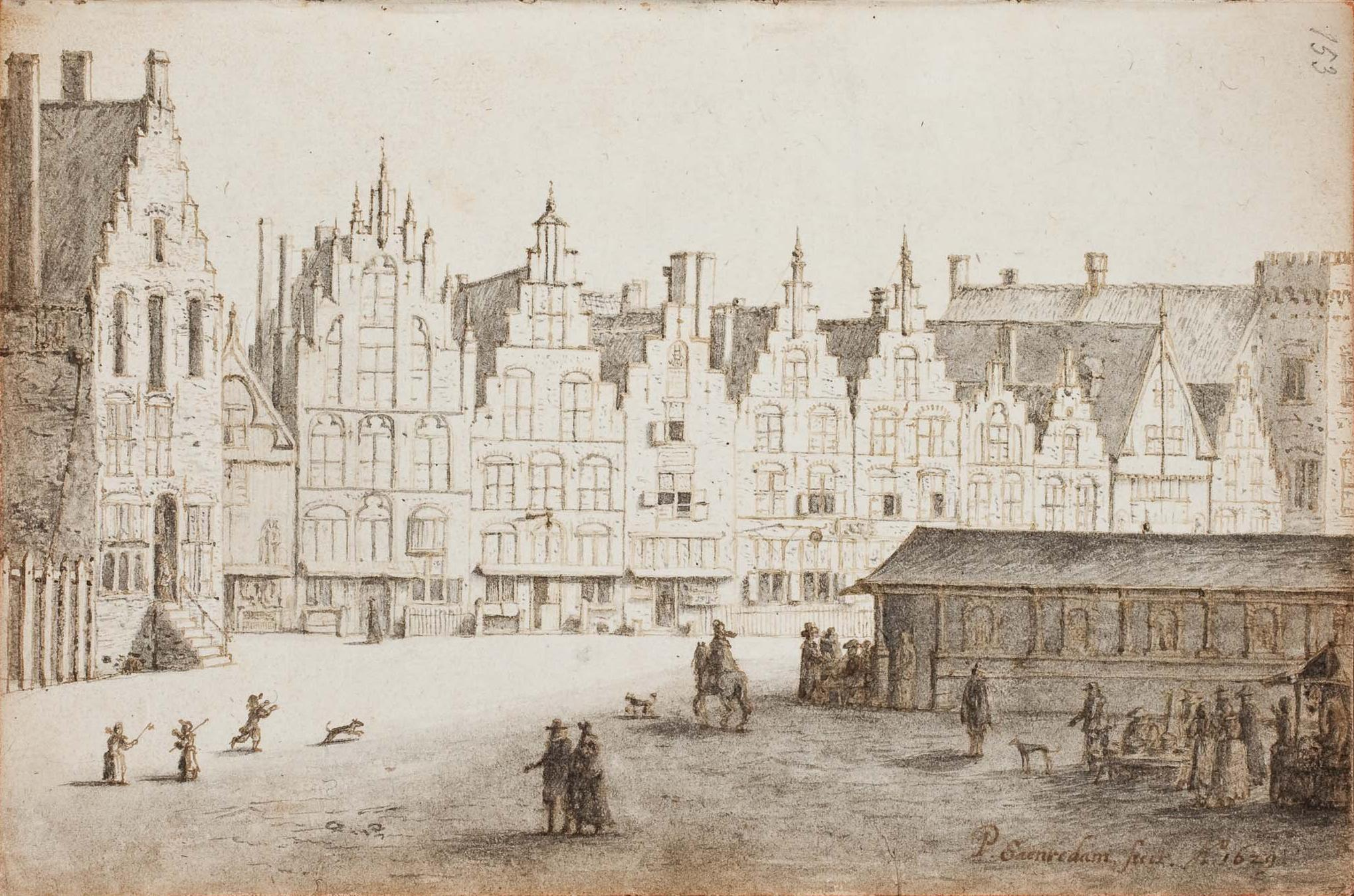
Esbós de Pieter Jansz Saenredam de 1629 de la Grote Markt. Es pot veure Hoofdwacht a l'esquerra. A la dreta es veu el mercat del peix sota l'ombra de l'església gòtica Grote Kerk

Hoofdwacht va ser construït al segle xiii i és considerat l'edifici més antic de Haarlem. Les marques de la paret indiquen que és un dels edificis més antics de la ciutat. De 1250 a 1350 va allotjar el primer ajuntament de la ciutat. Una placa de sobre de la porta diu:
| « | (neerlandès) Wanneer de Graef hier op het Sand Sijn Princenwoning had geplant, So was dit loflijk oud gesticht. Tot Haerlems Raedhuys opgericht | » |

Això vol dir que aquest edifici va ser utilitzat com a sala de reunions de l'Ajuntament cada vegada que el comte d'Holanda es quedava a l'edifici de l'Ajuntament, situat a la mateixa plaça Grote Markt. Després, diverses famílies importants de la ciutat van viure-hi. La part inferior de la casa va ser utilitzada com a impremta, magatzem i instal·lació on guardar cervesa. L'humanista Dirck Volckertszoon Coornhert també va treballar-hi. La façana barroca data de cap a 1650.
El 17 de maig 1755 Hoofdwacht va ser comprat pel municipi per servir com a seu dels guàrdies de la ciutat (schutterij). L'edifici comptava amb una garjola a la part superior, fins que va ser construïda la presó al costat oriental del riu Spaarne el 1899. Abans de 1755 els presoners eren tancats al soterrani de l'ajuntament, un lloc que sovint era molt humit. El fet de moure els presoners dalt de l'edifici va representar una millora en les seves condicions de vida.
Des de 1919 l'edifici és de l'associació d'història Historische Vereniging Haerlem, que l'utilitza actualment per a reunions i petites exposicions públiques sobre la història de Haarlem. De maig a setembre està oberta al públic.